# Guerra de Successió bavaresa
La Guerra de Successió de Baviera o Guerra de Successió bavaresa (1778 -1779), fou un conflicte entre l'Arxiducat d'Àustria i Prússia, a causa de les oposades pretensions pel que fa a diverses parts del regne de Baviera després de la mort sense fills de Maximilià III Josep, elector de Baviera (1727-1777). L'hereu per ell designat era Carles Teodor, elector palatí i primer de la branca més antiga de la Casa de Wittelsbach. Àustria, que en aquells dies estava governada conjuntament per Maria Teresa i el seu fill, l'emperador Josep II, pretenia des de cap a temps la Baixa Baviera i part de l'Alt Palatinat, que constituïen junts quasi una tercera part de l'electorat. Carles Teodor volia que els seus il·legítims descendents foren acceptats com a prínceps del Sacre Imperi Romà; per a convèncer a Josep II, va reconèixer les pretensions territorials d'Àustria. En 1778, tropes austríaques van ocupar els territoris.
Frederic el Gran de Prússia, no obstant això, no acceptava cap maniobra que poguera reforçar el poder i la influència d'Àustria en el sud d'Alemanya, sobretot des que temia que una Àustria fort poguera interferir en la seua intenció d'unir Prússia amb els marcgraviats d'Ansbach i Bayreuth. Per això, va convèncer el duc Carles de Zweibrücken, següent en la línia de successió bavaresa, i a l'elector de Saxònia Frederic August III (més tard rei de Saxònia amb el nom de Frederic August I), que reclamava altra part de Baviera, per a protestar contra el repartiment planejat per Carles Teodor.
Tot i les protestes, Àustria es va negar a retirar-se de Baviera, i al juliol de 1778, Frederic II el Gran i Enric, príncep de Saxònia, van envair el regne Habsburg de Bohèmia; les forces austríaques a les ordres de Josep II van mantenir les seues posicions al llarg de la frontera entre Silèsia i l'Arxiducat d'Àustria. L'enfrontament va començar amb breus escaramusses, ja que cap de les parts volia arriscar-se a un conflicte obert. Els intents per evitar la guerra es van fer a través de la correspondència personal entre Frederic i Maria Teresa i la mediació de l'Imperi Rus i el Regne de França.

A causa de l'actitud hostil de Rússia enfront d'Àustria durant les negociacions, aquest últim país va portar a terme la major part de les concessions en el Tractat de Teschen (1779), que va posar fi a la guerra. El Tractat establia que Àustria havia de retornar a Baviera tot el territori que havia adquirit en l'últim any, excepte un menut districte en la part oriental del riu Inn; també Àustria havia d'accedir a la futura unió de Prússia amb Ansbach i Bayreuth; i finalment, l'elector de Saxònia rebria una indemnització en diners en canvi dels territoris bavaresos que reclamava.
Com les forces en lluita s'havien concentrat a tractar de tallar els subministraments dels seus respectius adversaris, el conflicte va ser batejat Kartoffelkrieg (guerra de la Creïlla).